# Райново
Ра́йново (болг. Райново) — село в Хасковській області Болгарії. Входить до складу общини Димитровград.

## Населення
За даними перепису населення 2011 року у селі проживали 69 осіб, усі — болгари.
Розподіл населення за віком у 2011 році:
Динаміка населення: